# Elagabalus
Elagabalus (Marcus Aurelius Antoninus Augustus, khoảng 203 – 11 tháng 3 năm 222), còn gọi là Heliogabalus, là Hoàng đế La Mã gốc Syria từ năm 218 đến 222. Là một thành viên của nhà Severus, ông vốn là con thứ hai của Julia Soaemias và Sextus Varius Marcellus. Từ thuở thiếu thời ông từng giữ chức tư tế vốn là cha truyền con nối thờ phụng thần Elagabal (trong tiếng Latinh là Elagabalus) ở quê mẹ tại Emesa. Vốn một công dân ẩn dật, ban đầu ông được gia đình đặt tên là Sextus Varius Avitus Bassianus. Sau khi trở thành hoàng đế thì lấy tên mới là Marcus Aurelius Antoninus Augustus. Cái tên Elagabalus chỉ được gọi sau khi hoàng đế qua đời.
Năm 217, Hoàng đế Caracalla bị ám sát và được thay thế bởi viên Pháp quan thái thú Marcus Opellius Macrinus. Người cô bên ngoại của Caracalla là Julia Maesa đã thành công trong việc phát động Binh đoàn Lê dương thứ ba nổi loạn nhằm ủng hộ cho đứa cháu trai trưởng của bà (và là em họ của Caracalla), Elagabalus lên ngôi hoàng đế ở tư dinh của mình. Macrinus đã bị quân của Elagabalus đánh bại trong trận Antioch vào ngày 8 tháng 6 năm 218. Elagabalus lúc đó chỉ mới mười bốn tuổi và đã trở thành hoàng đế, bắt đầu một triều đại được biết đến chủ yếu là nhờ các vụ bê bối tình dục và tranh cãi tôn giáo.
Các nhà sử học sau này đều đưa ra giả thuyết rằng Elagabalus đã cho thấy sự coi thường truyền thống tôn giáo La Mã và những điều cấm kỵ tình dục của ông. Ông đã thay thế người đứng đầu truyền thống của đền Pantheon là thần Jupiter với vị thần Elagabal mà ông là giáo chủ. Elagabalus còn buộc các thành viên cao cấp của chính quyền La Mã phải tham gia vào nghi lễ tôn giáo kỷ niệm vị thần này do đích thân mình chủ trì. Elagabalus đã kết hôn tới năm lần, thiên vị quá nhiều cho các triều thần cùng giới mà thiên hạ đồn là một trong những tình nhân của ông, sử dụng nguyên mẫu cái lót nệm vui nhộn tại các bữa tiệc tối, có những tư liệu còn cho rằng hoàng đế đã tự mình bán dâm trong hoàng cung. Lối sống đồi trụy xa hoa của ông ngày càng xa lánh Cấm vệ quân Praetoriani, Viện Nguyên lão và nhân dân La Mã. Giữa sự phản đối ngày càng tăng thì Elagabalus đã bị ám sát lúc mới 18 tuổi và được thay thế bằng người anh em họ của ông Alexander Severus vào ngày 11 tháng 3 năm 222, trong một âm mưu thay đổi ngôi vị của bà ngoại mình Julia Maesa và được thực hiện bởi các thành viên bất mãn của Đội Cận vệ Praetoriani.
Elagabalus khá nổi tiếng đương thời vì tính rất lập dị, suy đồi và cuồng tín. Truyền thống này đã kéo dài, và trong số nhà văn đầu thời hiện đại thì ông bị mắc tiếng xấu là một trong những vị hoàng đế tồi tệ nhất. Sử gia người Anh Edward Gibbon, trong một ví dụ đã viết rằng Elagabalus "bỏ mặc bản thân mình vào những lạc thú thô tục và ham mê vô độ". Theo B.G. Niebuhr, "Cái tên Elagabalus là một thương hiệu trong lịch sử đứng trên tất cả những người khác" bởi vì "cuộc đời ghê tởm khôn tả" của ông.

## Gia thế
Elagabalus sinh vào khoảng năm 203, là con của Sextus Varius Marcellus và Julia Soaemias Bassiana. Cha ông lúc đầu là một thành viên thuộc tầng lớp kị sĩ (Equestrian), nhưng về sau thăng quan tiến chức lên tới cấp bậc nguyên lão. Bà ngoại Julia Maesa của ông là góa phụ của chấp chính quan Gaius Julius Avitus Alexianus, em gái của Julia Domna và là em dâu của Hoàng đế Septimius Severus. Ông còn có một người anh trai không rõ tên tuổi. Mẹ ông Julia Soaemias là em họ của Hoàng đế La Mã Caracalla. Những người họ hàng khác bao gồm người dì Julia Avita Mamaea và ông chú Marcus Julius Gessius Marcianus cùng đứa con trai trong bầy con của họ là Alexander Severus. Gia tộc của Elagabalus đã đời đời nối nhau giữ chức tư tế thờ thần mặt trời Elagabal mà Elagabalus là giáo chủ tại Emesa (nay thuộc Homs) ở Syria.
Vị thần Elagabalus ban đầu được tôn kính tại Emesa. Cái tên của vị thần là một kiểu Latinh hóa từ cái tên Syria Ilāh mụ-Gabal, mà xuất phát từ Ilāh ("thần") và Gabal ("núi" (so sánh tiếng Do Thái: גבל gəbul và tiếng Ả Rập: جبل Jabal)), kết quả là sự biểu thị "Vị Thần của Núi non" Emesene của vị thần này. Sự sùng bái vị thần lan ra các vùng khác của Đế chế La Mã vào thế kỷ thứ 2; một sự hiến dâng đã được tìm thấy ở tận Woerden (Hà Lan). Vị thần này sau đó đã được đưa vào và đồng hóa với thần mặt trời La Mã được gọi là Sol Indiges vào thời cộng hòa và Sol Invictus trong suốt thế kỷ thứ 2 và 3. Trong tiếng Hy Lạp tên của thần Mặt Trời là Helios, do đó "Heliogabalus" cũng là một biến thể của "Elagabalus".

## Nắm quyền
Khi Hoàng đế Macrinus lên nắm quyền, để tránh các mối đe dọa từ gia đình của người tiền nhiệm bị ám sát Caracalla ảnh hưởng tới lại triều đại của ông, bằng cách trục xuất cả nhà gồm Julia Maesa, hai cô con gái, và cháu đích tôn của bà là Elagabalus tới điền trang của họ tại Emesa ở Syria. Ngay khi vừa đặt chân đến nơi ở Syria, bà đã bắt đầu bày mưu tính kế cùng với cố vấn và gia sư của Elagabalus là Gannys, tiến hành binh biến lật đổ Macrinus và đưa Elagabalus mới mười bốn tuổi lên ngôi hoàng đế.
Mẹ ông đã công khai tuyên bố rằng ông là con trai ngoài giá thú của Caracalla, cũng nhờ vào lòng trung thành của những người lính La Mã và nguyên lão nghị viên đã thề trung thành với Caracalla. Julia Maesa lợi dụng sự giàu sang của mình nhằm mua chuộc Binh đoàn Lê dương thứ ba ở Raphana để họ thề trung thành với Elagabalus. Vào lúc bình minh ngày 16 tháng 5 năm 218, Publius Valerius Comazon Eutychianus, chỉ huy của binh đoàn đã tuyên bố ông là Hoàng đế La Mã. Để tăng cường tính hợp pháp của mình thông qua công tác tuyên truyền hơn nữa, Elagabalus đã lấy tên Caracalla là Marcus Aurelius Antoninus. Đáp lại Macrinus đã phái viên Pháp quan thái thú của ông là Ulpius Julianus tới đó với một đạo quân đông đảo mà ông cho là đủ mạnh để đè bẹp cuộc bạo loạn. Tuy nhiên, lực lượng này đã sớm theo về phe của Elagabalus khi xảy ra chiến sự bằng cách giết chết viên chỉ huy và các sĩ quan của họ rồi gửi đầu của Julianus về triều dâng công.
Macrinus bèn vội gửi thư cho Viện Nguyên lão tố giác Elagabalus là một Antoninus Giả và tuyên bố rằng ông đã mất trí. Cả quan chấp chính tối cao và các thành viên cao cấp khác trong chính phủ ở Roma đều lên án Elagabalus. Rồi sau đó Viện Nguyên lão đã quyết định tuyên chiến với cả Elagabalus và Julia Maesa. Lực lượng của hai cha con Macrinus dần suy yếu bởi sự đào ngũ của Binh đoàn Lê dương thứ hai do các khoản hối lộ và những lời hứa hẹn được Julia Maesa lan truyền, đã sớm bị quân đội của Gannys chỉ huy đánh bại vào ngày 8 tháng 6 năm 218 trong trận Antioch. Macrinus trốn thoát tới Ý, cải trang thành người đưa thư, nhưng sau đó đã bị chặn lại gần Chalcedon và bị triều đình mới đem xử tử ở Cappadocia. Riêng đứa con trai của ông Diadumenianus đã được gửi gắm an toàn sang phía Parthia nhưng cũng bị bắt chém chết ở Zeugma.
Elagabalus tuyên bố ngày chiến thắng tại Antioch là sự khởi đầu triều đại của ông và cho rằng tước hiệu đế chế không cần sự chấp thuận trước của Viện Nguyên lão, vốn đã vi phạm truyền thống nhưng dù sao đi nữa đó cũng là một thực tế phổ biến trong số các hoàng đế thế kỷ 3. Thư hòa giải đã được gửi đi đến Roma mở rộng lệnh ân xá cho Viện Nguyên lão và công nhận pháp luật, trong khi cũng lên án chính quyền của hai cha con Macrinus. Các nguyên lão nghị viên đã đáp lại bằng cách thừa nhận Elagabalus là hoàng đế hợp pháp và chấp nhận lời tuyên bố mình là con trai của Caracalla. Caracalla và Julia Domna đều được Viện Nguyên lão phong thần, cả Julia Maesa và Julia Soaemias đều được phong đến thứ bậc Augustae, hồi ức về triều đại của Macrinus và Diadumenianus đã bị Viện Nguyên lão kết án. Nguyên chỉ huy Quân đoàn thứ ba Comazon thì được bổ nhiệm làm chỉ huy của quân cấm vệ  Praetoriani.

## Triều đại (218-222)

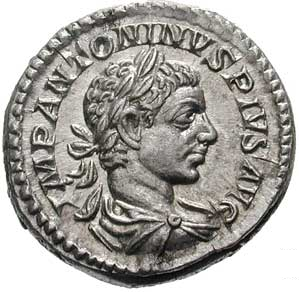
Một đồng tiền xu denarius do Elagabalus đặt làm, mang chân dung của ông

Elagabalus và đoàn tùy tùng của ông đã trải qua mùa đông năm 218 ở Bithynia tại Nicomedia, nơi tín ngưỡng tôn giáo của hoàng đế lần đầu tiên được giới thiệu tự nó đã có vấn đề. Nhà sử học cùng thời Cassius Dio cho biết Gannys đã bị vị hoàng đế mới xử tử bởi vì ông dám buộc Elagabalus phải sống "có chừng mực và thận trọng". Để giúp người La Mã điều chỉnh ý tưởng có một thầy tế phương Đông làm hoàng đế, Julia Maesa đã gửi một bức tranh của Elagabalus trong màu áo thầy tế đến Roma và treo trên một bức tượng của nữ thần Victoria trong Nhà Nghị Viện. Điều này đặt các nguyên lão vào tình huống khó xử phải thờ cúng Elagabalus bất cứ khi nào họ thờ cúng cho Victoria.
Các binh đoàn đã rất thất vọng trước hành vi của Elagabalus và sớm trở nên hối tiếc vì đã ủng hộ ông lên ngôi. Trong khi Elagabalus vẫn còn trên đường đến Roma, đạo quân Lê dương thứ tư đã tiến hành nổi dậy trong một thời gian ngắn do sự xúi giục của Gellius Maximus và quân đoàn thứ ba, vốn chịu trách nhiệm về việc đưa Elagabalus lên ngôi hoàng đế, dưới sự chỉ huy của nguyên lão nghị viên Verus. Cuộc nổi loạn đã nhanh chóng được dập tắt và binh đoàn thứ ba bị giải tán.
Khi đoàn tùy tùng tới Roma vào mùa thu năm 219, Comazon và các đồng minh khác của Julia Maesa và Elagabalus được trao những vị trí đầy quyền lực và hấp dẫn, trước sự phẫn nộ của nhiều nguyên lão nghị viên vốn không coi họ xứng đáng với đặc quyền này. Sau khi hết nhiệm kỳ Pháp quan thái thú của mình, Comazon tiếp tục giữ chức thị trưởng Roma tới ba lần và quan chấp chính hai lần. Ngoài ra Elagabalus đã sớm làm mất giá đồng tiền La Mã khiến nền kinh tế ngày càng suy thoái. Ông cho giảm độ tinh khiết bạc của denarius từ 58% lên 46,5% - trọng lượng bạc thực tế giảm từ 1,82 gram đến 1,41 gram. Ông còn hủy bỏ loại tiền xu antoninianus trong thời kỳ này ở Roma.
Elagabalus còn cố gắng để cho người mà ông coi là tình nhân của mình, gã đánh xe ngựa Hierocles được phong làm Caesar bất chấp sự phản đối của Viện Nguyên lão, trong khi một người bị coi là tình nhân khác của ông, vận động viên Aurelius Zoticus, cũng được bổ nhiệm vào vị trí phi hành chính nhưng rất có thế lực trong cung là Cubicularius (Tổng quản). Lời đề nghị của ông về ân xá cho tầng lớp thượng lưu La Mã phần lớn đều được hoan nghênh, cho dù luật gia Ulpianus vẫn bị đi đày.
Mối quan hệ giữa Julia Maesa, Julia Soaemias và Elagabalus vẫn êm đềm lúc đầu. Mẹ và bà ngoại của ông đã trở thành những người phụ nữ đầu tiên được cho phép gia nhập Viện Nguyên lão, cả hai đều nhận được danh hiệu nguyên lão nghị viên: Soaemias cho lập chức danh Clarissima và Maesa thì không chính thống hơn Mater Castrorum et Senatus ("Người mẹ của quân doanh và của Viện Nguyên lão"). Trong khi Julia Maesa cố gắng khẳng định chính mình như là người nắm quyền đằng sau ngai vàng và do đó trở thành người phụ nữ quyền lực nhất trên thế giới, Elagabalus cũng chứng minh tính độc lập cao khi quyết định tự mình sẽ trị vì và càng về sau thì ông chẳng còn để mẹ và bà mình chi phối nữa.

### Tranh cãi tôn giáo

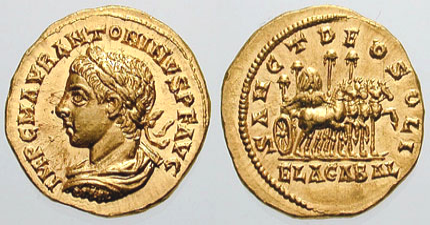
Một đồng tiền xu aureus miêu tả Elagabalus. Mặt trái đọc là Sanct Deo Soli Elagabal (Kính Gửi Vị Thánh Thần Mặt Trời Elagabal), và miêu tả một cỗ xe tứ mã, một cỗ xe ngựa chở hòn đá linh thiêng của đền Emesa.

Kể từ thời Septimius Severus, sự thờ phụng Mặt Trời đã gia tăng trên toàn đế chế. Elagabalus thấy đây là một cơ hội để đưa Elagabal làm vị thần đứng đầu của đền Pantheon. Vị thần được đổi tên thành Deus Sol Invictus, có nghĩa là vị Thần Mặt Trời bất khả chiến bại và được tôn vinh trên cả thần Jupiter.
Là một dấu hiệu của sự tôn trọng tôn giáo La Mã, vậy mà Elagabalus lại đưa cả Astarte, Minerva, Urania, hoặc một số sự kết hợp cả ba người để làm vợ cho Elagabal. Trước khi xây dựng một ngôi đền nhằm dâng lên cho Elagabal, Elagabalus đã đặt viên thiên thạch của Elagabal sát bên ngôi vị của Jupiter tại đền thờ Jupiter Optimus Maximus.
Ông còn gây bất mãn nhiều hơn nữa khi tự mình kết hôn với một Trinh nữ Vesta Aquilia Severa, tuyên bố trước thần dân của đế chế cuộc hôn nhân này sẽ sinh ra một "đứa con thần thánh". Đây là một sự vi phạm trắng trợn luật lệ và phong tục truyền thống La Mã, theo đó nếu bất kỳ Trinh nữ Vesta nào bị phát hiện đã tham gia vào quan hệ tình dục sẽ bị chôn sống.
Một ngôi đền xa hoa lộng lẫy gọi là Elagabalium được xây dựng trên mặt phía đông của đồi Palatine cho nhà Elagabal, người được đại diện bởi một thiên thạch hình nón đen từ Emesa. Herodianus viết "hòn đá này được tôn thờ như thể nó được gửi từ trên trời xuống. Trên nó có vô số mảnh nhỏ nhô ra và dấu hiệu được chỉ ra, tại nơi mà mọi người muốn tin là một hình ảnh thô sơ của mặt trời, bởi vì đây là cách họ nhìn thấy chúng."
Để trở thành thầy tư tế cấp cao cho tôn giáo mới của mình, Elagabalus đã tự cắt bao quy đầu. Ông buộc các vị nguyên lão phải ngồi xem mình nhảy múa xung quanh bàn thờ của Deus Sol Invictus với tiếng đệm của trống và chũm chọe. Mỗi khi hạ chí thì ông lại tổ chức một lễ hội dành riêng cho các vị thần, đã trở nên phổ biến với dân chúng vì thức ăn miễn phí được phân phối vào những dịp như vậy. Trong lễ hội này, Elagabalus đã đặt viên đá Emesa trên một chiếc xe ngựa được trang trí bằng vàng và đồ trang sức rồi diễu hành khắp phố:
Một cỗ xe sáu ngựa rất thiêng, những con ngựa cao to và có màu trắng hoàn hảo, với các phụ kiện đắt tiền vàng và đồ trang sức phong phú. Không ai cầm dây cương và chẳng ai đi trên chiếc xe ngựa, cỗ xe được hộ tống cứ như thể vị thần đó chính là tên đánh xe ngựa. Elagabalus chạy giật lùi ở phía trước xe ngựa, đối diện với vị thần và giữ dây cương của bầy ngựa. Ông đã thực hiện toàn bộ hành trình theo kiểu lộn ngược, ngước nhìn lên khuôn mặt vị thần của mình.

Các di tích thiêng liêng nhất trong tôn giáo La Mã đã được chuyển từ đền thờ của họ sang Elagabalium, bao gồm cả các biểu tượng của Bà Mẹ Vĩ đại, ngọn lửa của nữ thần Vesta, tấm khiên của Salii và Palladium, do đó không có vị thần nào khác có thể được tôn thờ ngoại trừ cùng hội cùng thuyền với Elagabal.

### Tranh cãi giới tính

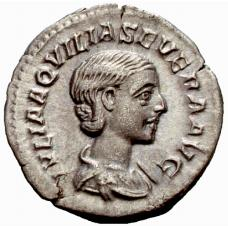
Đồng tiền xu denarius của La Mã miêu tả Aquilia Severa, người vợ thứ hai của Elagabalus. Cuộc hôn nhân này đã khiến dân chúng phẫn nộ vì Aquilia là một Trinh nữ thờ thần Vesta, đã tuyên thệ theo luật La Mã là phải độc thân trong 30 năm.

Khuynh hướng tình dục và bản chất giới tính của Elagabalus đã là chủ đề của nhiều cuộc tranh cãi kịch liệt. Elagabalus từng kết hôn và ly dị với năm phụ nữ, mà người ta chỉ biết được danh tính của ba người trong số họ. Người vợ đầu tiên của ông là Julia Cornelia Paula; người thứ hai là Trinh nữ thờ thần Vesta Julia Aquilia Severa.
Trong vòng một năm, ông đã bỏ rơi cô và kết hôn với Annia Aurelia Faustina, một hậu duệ của Marcus Aurelius và vợ góa của một người đàn ông mới bị Elagabalus xử tử. Ông từng trở lại với người vợ thứ hai Severa vào cuối năm đó. Theo lời Cassius Dio, mối quan hệ ổn định nhất của ông dường như là với người đánh xe tứ mã và là nô lệ tóc vàng từ Caria tên Hierocles, người mà ông hay gọi là chồng mình.
Bộ sử Historia Augusta tuyên bố rằng Elagabalus còn kết hôn với một người đàn ông tên Zoticus, một vận động viên đến từ Smyrna, trong một buổi lễ công cộng tại Roma. Cassius Dio kể lại rằng Elagabalus đã vẽ mi mắt, nhổ lông tóc và đội tóc giả cho Zoticus trước khi bán dâm chính mình cho các quán rượu, nhà thổ và ngay cả trong cung đình:
Cuối cùng, ông dành một phòng trong cung điện và cam kết về sự khiếm nhã của mình, luôn luôn đứng khỏa thân trước cửa phòng, như mấy cô gái điếm thường làm và lắc màn treo từ chiếc nhẫn vàng, rồi cất lên một giọng nói nhẹ nhàng và xao xuyến mà ông dùng để gạ gẫm khách qua đường. Tất nhiên là người đàn ông đã được hướng dẫn đặc biệt để chơi một phần của họ. Cũng như trong các vấn đề khác và trong công việc kinh doanh này cũng vậy, ông có nhiều tên tay sai giúp tìm ra những khách làng chơi tốt nhất có thể làm ông hài lòng nhờ mùi hôi hám của họ. Ông sẽ thu tiền từ khách quen của mình và kiếm được nhiều lợi ích từ diện mạo này; ông cũng sẽ tranh giành khách khứa với các đồng nghiệp của mình trong cái nghề đáng hổ thẹn này, lại còn tuyên bố rằng ông có nhiều người yêu hơn họ và kiếm được nhiều tiền hơn.

Herodianus nhận xét rằng Elagabalus đã tăng cường vẻ đẹp tự nhiên của mình bằng cách sử dụng mỹ phẩm thường xuyên. Ông được mô tả là đã "vui mừng khi được gọi là tình nhân, người vợ, nữ hoàng của Hierocles" và nghe đồn rằng đã chi trả một khoản tiền lớn cho bất kỳ vị bác sĩ có thể tái tạo một cơ quan sinh dục nữ cho ông. Elagabalus được một số nhà văn hiện đại mô tả đặc điểm kiểu như thuộc dạng hoán tính hoặc chuyển đổi giới tính.

### Suy yếu

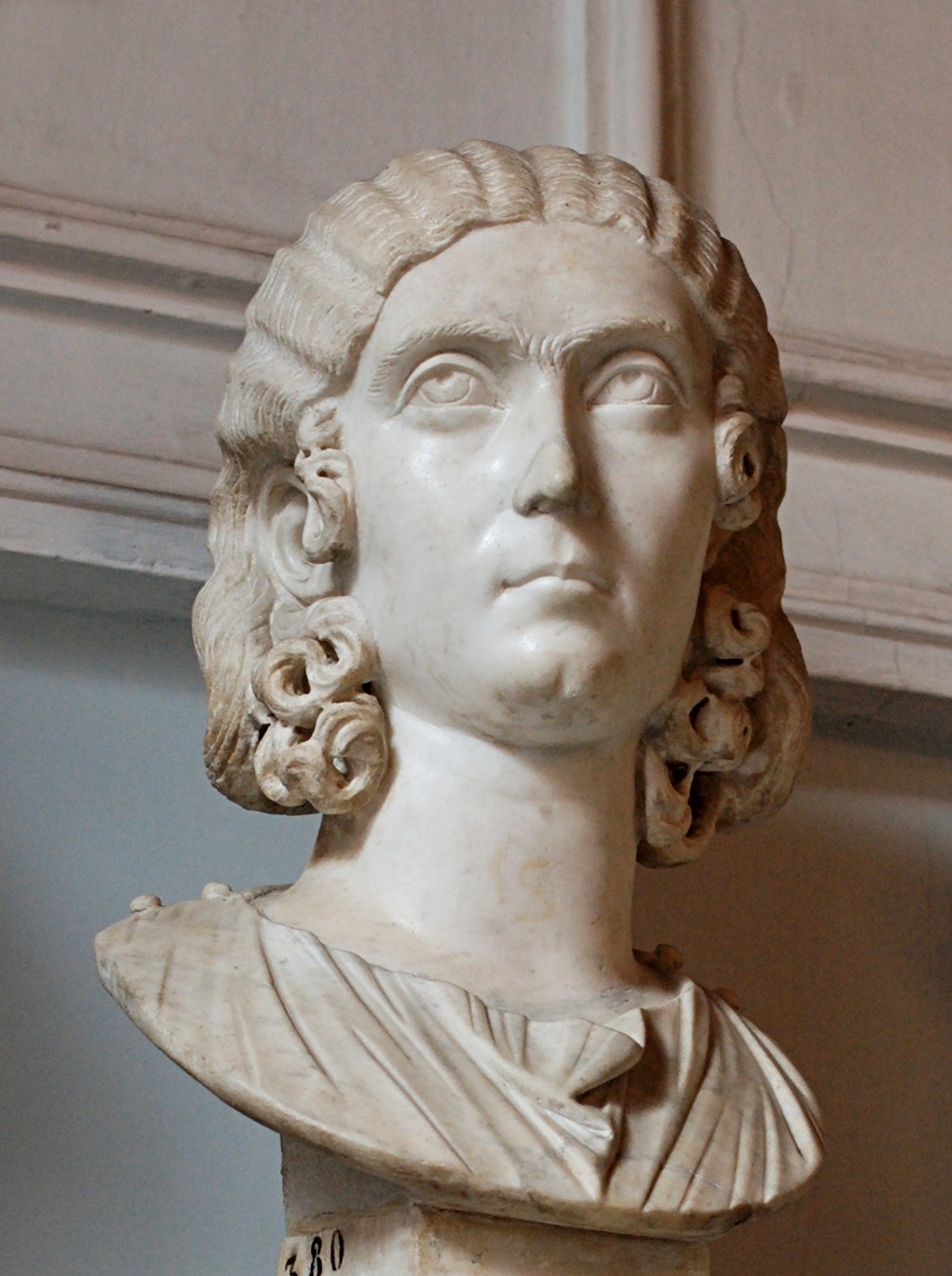
Tượng bán thân của Julia Cornelia Paula, người vợ đầu tiên của Elagabalus.

Đến năm 221, tính lập dị của Elagabalus, đặc biệt là mối quan hệ của ông với Hierocles, ngày càng bị kích thích bởi đám lính Cấm vệ quân  Praetoriani. Khi bà của Elagabalus là Julia Maesa cảm thấy sự ủng hộ của dân chúng với hoàng đế đã suy giảm trầm trọng, bà quyết định rằng cả hai mẹ con vốn sùng tín tôn giáo mới phải được thay thế. Như một sự lựa chọn xen kẽ, bà quay sang cô con gái khác, Julia Avita Mamaea và con trai của mình mới mười ba tuổi là Severus Alexander trở thành ứng viên sáng giá cho ngôi vị hoàng đế sau Elagabalus.
Vốn dĩ Elagabalus đã đánh mất sự tôn kính của nhân dân và Viện Nguyên lão nên bà đã sắp đặt người mà ông chọn Alexander, người em họ sẽ là người thừa kế chính thức của mình và được trao danh hiệu Caesar. Alexander chia sẻ chức quan chấp chính tối cao với hoàng đế năm đó. Tuy nhiên, Elagabalus xem xét lại sự sắp xếp này khi ông bắt đầu nghi ngờ rằng đội Cấm vệ quân Praetoriani muốn người em họ của ông phải ở thứ bậc cao hơn mình.
Sau thất bại từ những nỗ lực khác nhau nhằm hạ bệ Alexander, Elagabalus đã hạ lệnh thu hồi danh hiệu của người em họ, hủy bỏ chức quan chấp chính tối cao và tung tin rằng Alexander sắp lìa đời, với ý định xem thử phản ứng của Cấm vệ quân. Một cuộc nổi loạn xảy ra sau đó khiến đám vệ binh phải khẩn khoản Elagabalus và Alexander mau chóng rút về quân doanh của họ để bảo toàn tính mạng.

#### Bị giết
Ngày 11 tháng 3 năm 222, ông công khai giới thiệu người em họ với mẹ mình Julia Soaemias. Trên đường đi bất chợt đám đông binh sĩ bắt đầu cổ vũ Alexander trong khi tỏ ra phớt lờ Elagabalus, khiến hoàng đế tức giận đã ra lệnh bắt giữ sơ sài và xử tử bất kỳ ai can dự có dấu hiệu bất phục tùng. Đáp lại, các thành viên của đội Cấm vệ quân Praetoriani đã xông vào tấn công cả hai mẹ con Elagabalus:
Vì vậy ông cố gắng chạy trốn và đã biến đi đâu đó bằng cách nấp trong một cái rương, khiến ông không bị ai phát hiện và bị giết ở tuổi 18. Người mẹ ôm chầm lấy ông và cứ bám miết như vậy rồi sau cũng bỏ mạng với ông; thủ cấp của họ bị chặt đứt và toàn bộ thi thể của họ, sau khi bị lột trần truồng, trước tiên kéo lê khắp phố phường, rồi sau thi thể người mẹ được gạt sang một bên trong khi đó thi thể của ông thì bị ném xuống sông [Tiber].

Sau khi ông bị giết, nhiều thủ hạ của Elagabalus đã bị giết hoặc lật đổ, bao gồm Hierocles và Comazon. Sắc lệnh tôn giáo của ông đã bị hủy bỏ và hòn đá Elagabal được gửi trở lại Emesa. Phụ nữ lại bị cấm không được tham dự các cuộc họp của Viện Nguyên lão. Việc thực hiện damnatio memoriae bị xóa khỏi các bản tài liệu lưu trữ một nhân vật bị thất sủng trước đây trong phần ghi chú đã được áp dụng một cách hệ thống trong trường hợp của Elagabalus.

### Historia Augusta

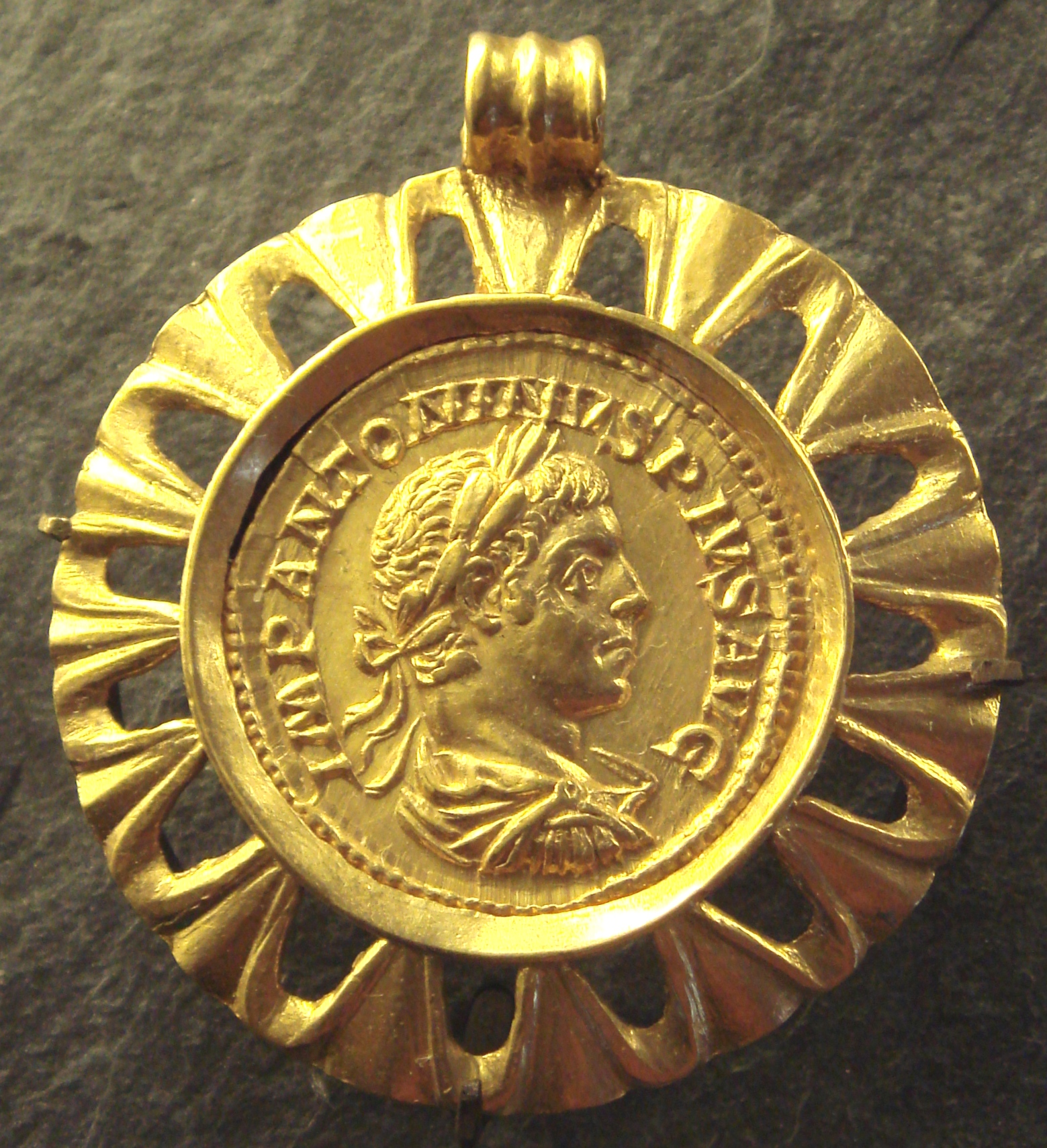
Huy chương của Elagabalus, Bảo tàng Louvre.

### Edward Gibbon và các sử gia sau khác

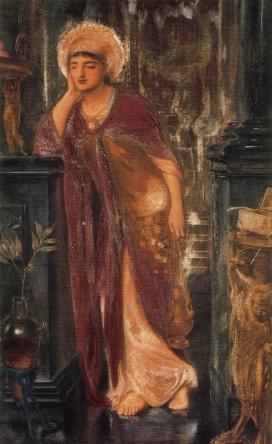
Bức Heliogabalus high priest of the Sun, Simeon Solomon, 1866. Elagabalus giữ chức thầy tế cấp cao cha truyền con nối của đạo thờ thần Mặt Trời ở Emesa, Elgabal từ lúc nhỏ cho tới năm mười bốn tuổi.

## Di sản

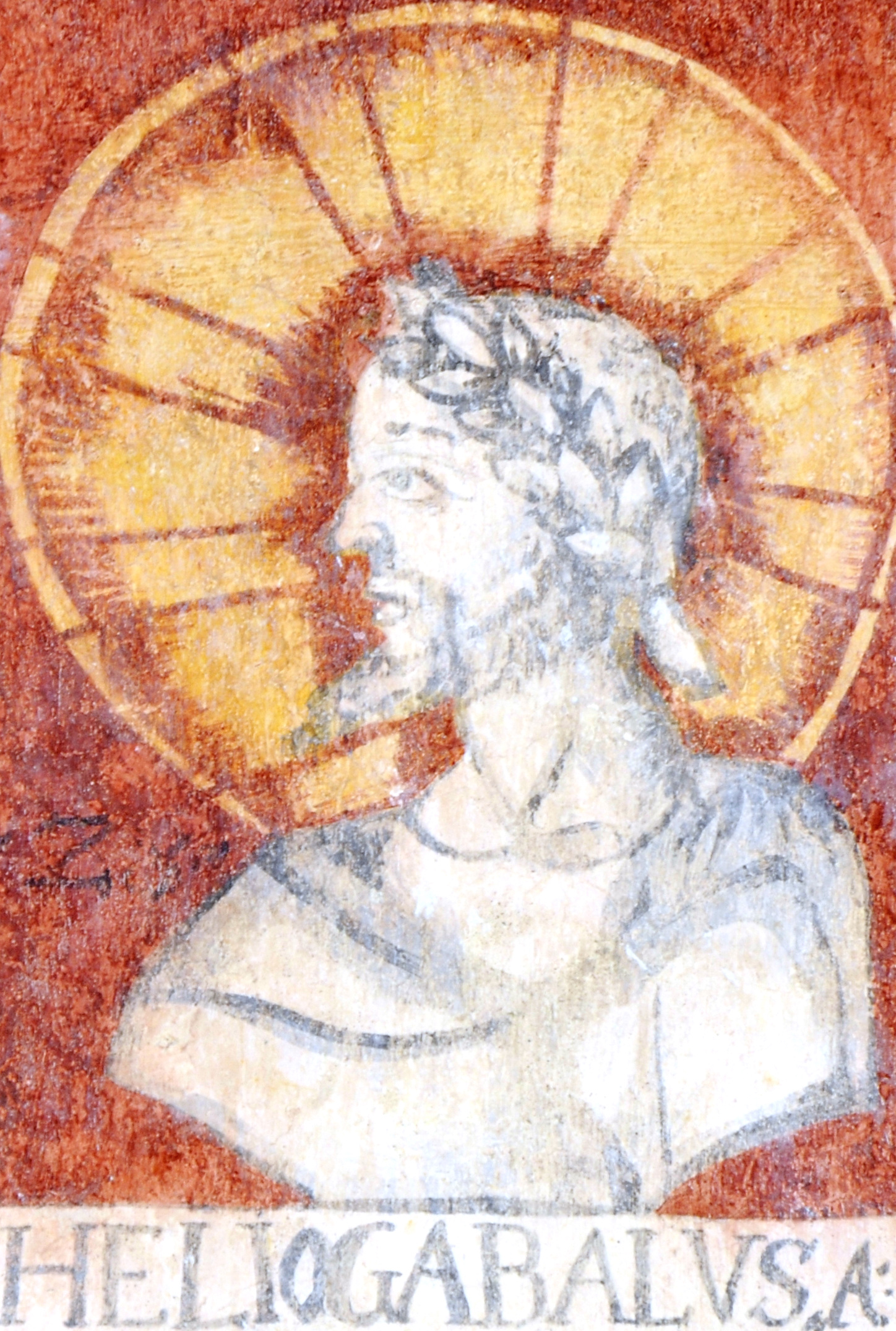
Elagabalus trên một bức tranh tường ở lâu đài Forchtenstein

### Hội họa

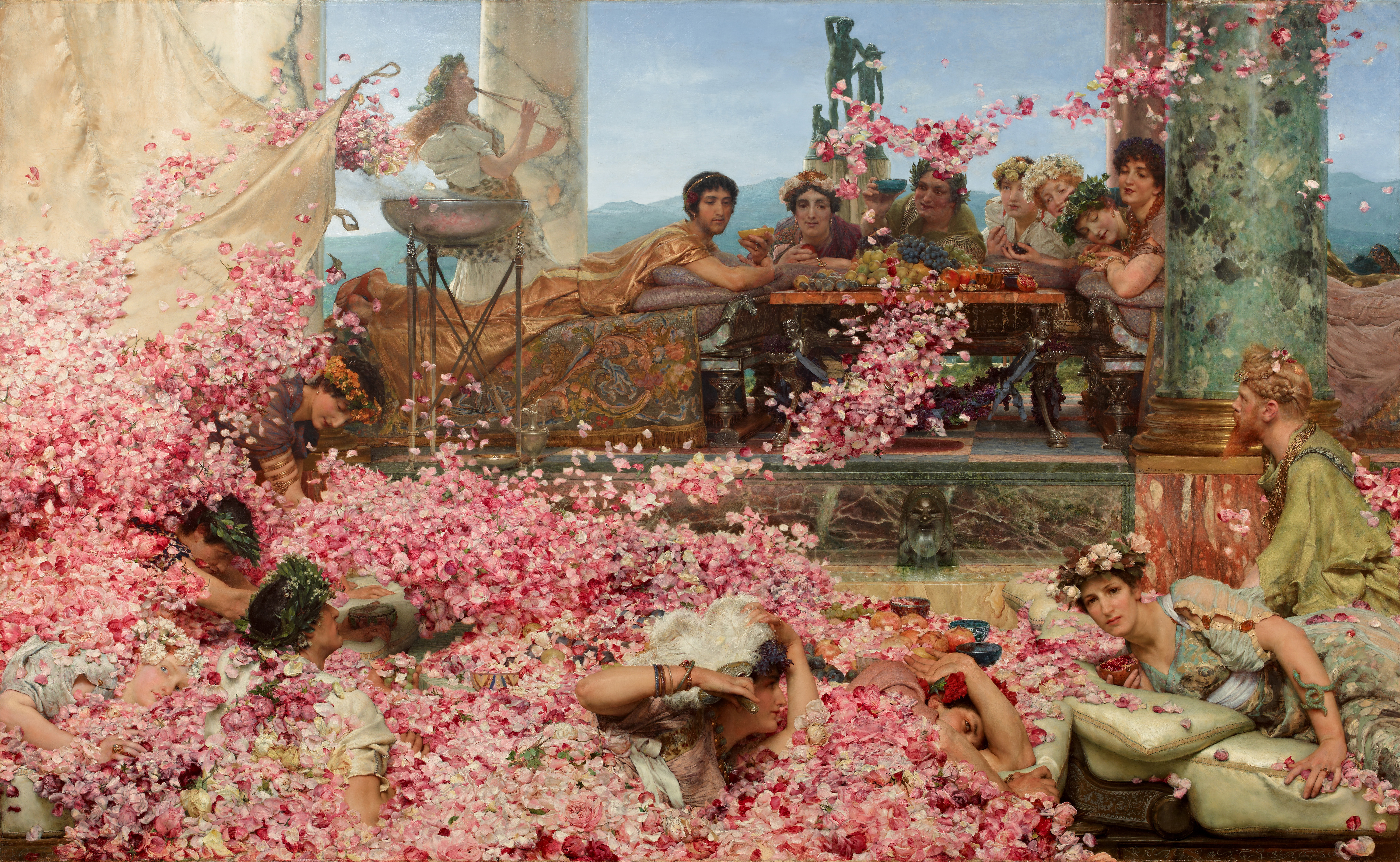
Bức Những đóa hồng của Heliogabalus, Lawrence Alma-Tadema, 1888.